# 潮汕魚餅

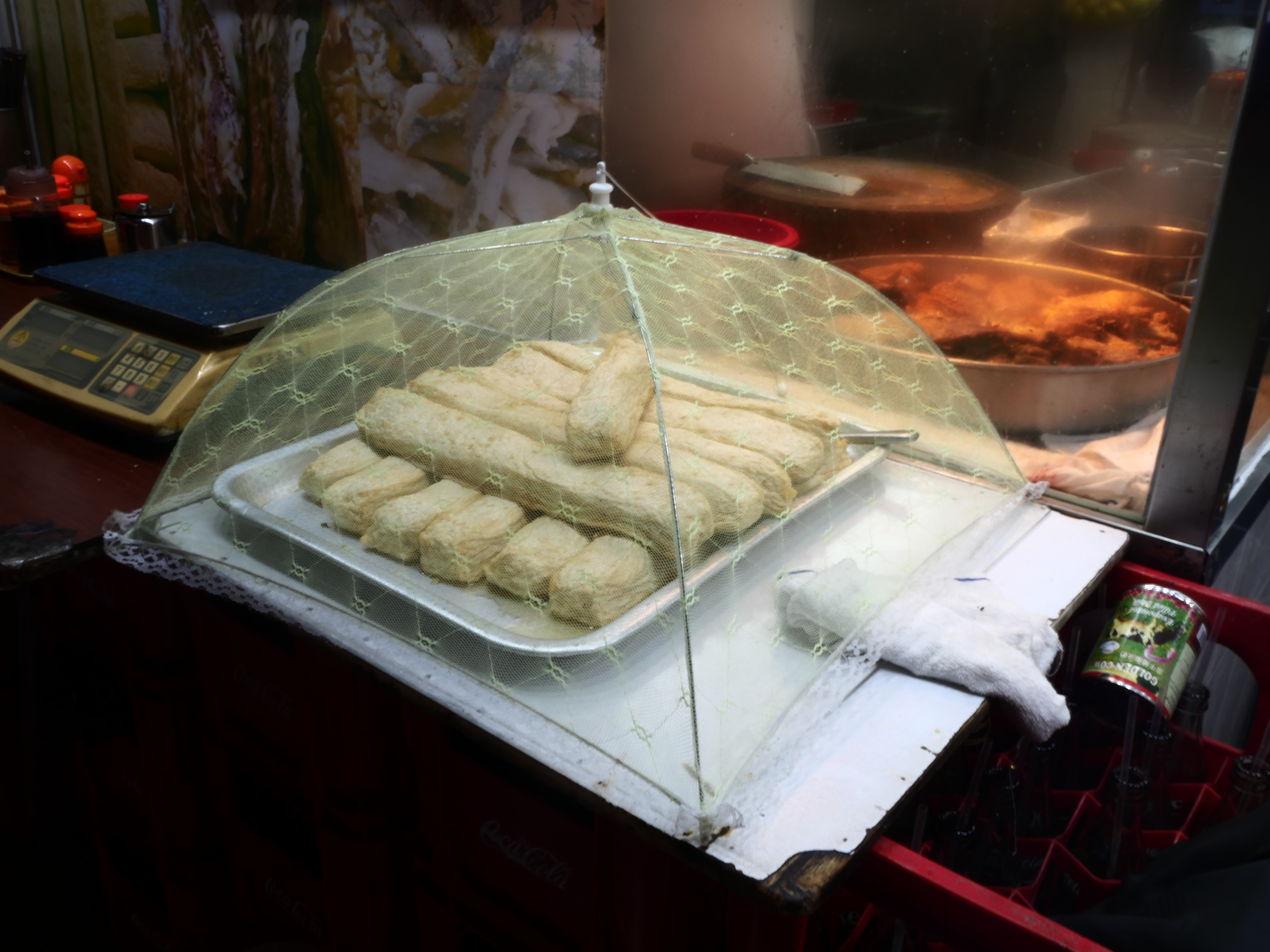
魚餅

魚餅（香港叫魚片）是潮汕地區以及琉球的一種魚漿類食品，類似魚蛋，傳入香港後受到不同籍貫的香港人所接受，成為香港本土常用食材之一。琉球語稱為。

## 做法
做法是混合魚肉製成魚漿，將魚漿倒入模中凝固，倒出整幅魚餅後切條，加入滾油油炸，撈起切片即成魚餅。魚餅味道比魚蛋鹹，因為魚餅經過油炸，水分被抽乾，鹽分濃縮了，鹹味變得較重。

## 烹飪
魚餅常被加入粉麵，例如在潮汕和香港，用於製作魚餅粿條、魚餅河粉，也可與魚蛋、墨魚丸作為各種粉麵的配料，在琉球則常用作琉球麵條的配料。
魚餅也是琉球新春、清明和盂蘭節的重箱料理中必具的食品，也是這些節日中祭祀先人的供品。